# Matinera cuallarga fosca
La matinera cuallarga fosca (Laticilla burnesii) és un ocell de la família dels pel·lorneids (Pellorneidae).

## Hàbitat i distribució
Habita zones amb herba o canyes, prop de l'aigua, al Pakistan, a la vall del riu Indus.